# Chambers's Edinburgh Journal

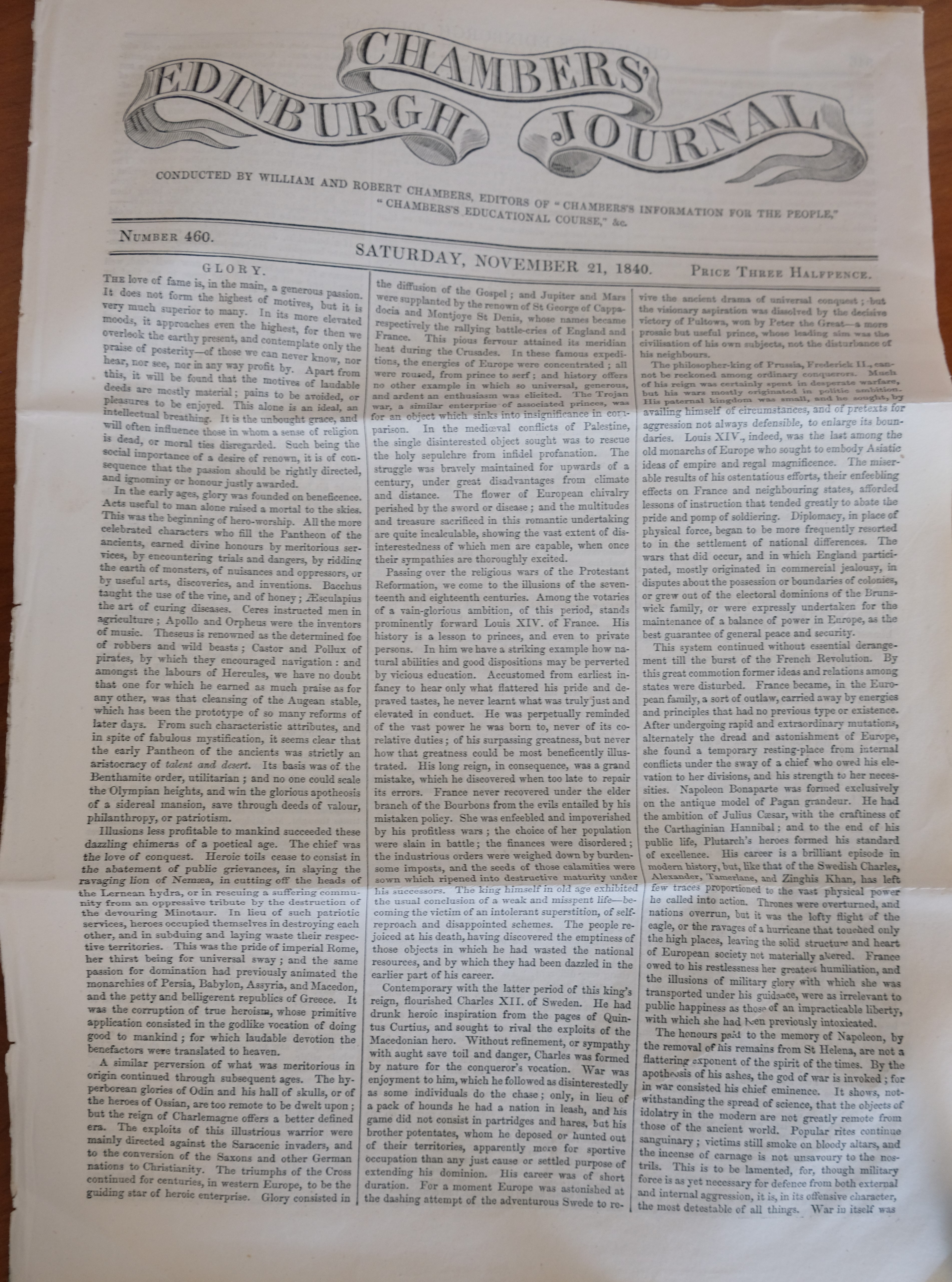
Kopie stránky Chamber´s Edinburgh Journal z roku 1840

Chambers's Edinburgh Journal byl šestnáctistránkový týdeník, který vycházel ve Velké Británii od roku 1832. Zakladateli byli bratři Robert a William Chambersové. Časopis otiskoval populárně naučné články a povídky a romány na pokračování. V roce 1854 byl název změněn na Chambers's Journal of Popular Literature, Science, and Arts a roku 1897 na Chambers's Journal. Časopis zanikl v roce 1956.